# Gobelwarte
Die Gobelwarte ist eine Aussichtswarte in der Stadt Grein im Strudengau im Bezirk Perg in Oberösterreich.

## Lage
Die Gobelwarte steht auf dem Gipfel des Gobel auf einer Seehöhe von 484 m ü. A. oberhalb der Stadtgemeinde Grein. In der Nähe befinden sich die Ortschaften Herdmann und Oberbergen der Katastralgemeinde Lettental.
Die Gobelwarte ist ein mit einem Rastplatz ausgestatteter Aussichtspunkt des Donausteigs und des Greiner Wanderwegenetzes. Die Gobelwarte ist seit 2019 auch eine Station der Donausteiggipfelinszenierung.
Ihre Plattform bietet nach Norden eine Aussicht auf das Hügelland des Mühlviertels, im Süden auf die Ostalpen bis zum Dachstein, im Westen auf das Machland mit Donautal und auf Grein und den Strudengau im Osten und Nordosten.

## Geschichte

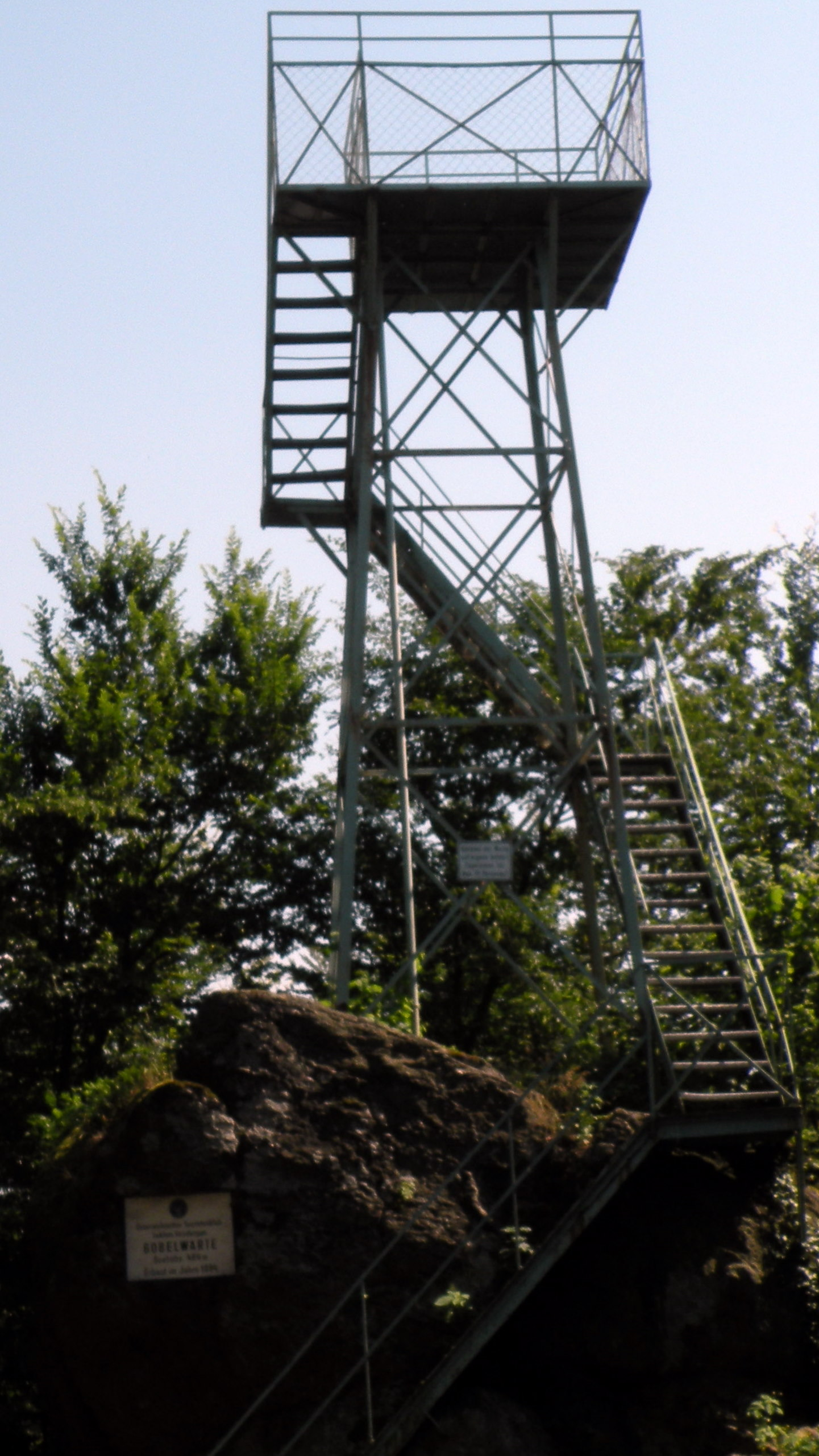
Die alte Gobelwarte von 1894

Die erste Gobelwarte wurde 1894 vom Österreichischen Touristenklub, Sektion Strudengau, auf dem Gobel auf einem vier Meter hohen Felsblock, der sogenannten Bockmauer, errichtet; die Eröffnung der Warte erfolgte am 24. Juni 1894. Die Stahlkonstruktion war damals elf Meter hoch. Noch im Rahmen der Eröffnung wurde die Aussichtswarte (zumindest symbolisch) der Stadtgemeinde Grein übertragen. 1926 wurde der Aussichtsturm gestrichen und mit neuen Stufen versehen. 1961 wurde das Waldgrundstück um die Warte erworben, damit auf Dauer für freie Sicht gesorgt werden kann. Bei einer Generalüberholung wurden 1988–89 die Stufen und der Anstrich erneuert und die Plattform saniert.
Ab April 2010 durften nach einem statischen Gutachten nur noch fünf Personen gleichzeitig die vom Rost in Mitleidenschaft gezogene Stahlkonstruktion betreten. Da eine Sanierung technisch nicht in Frage kam, wurde die Errichtung eines um vier Meter höheren Neubaus geplant und hierfür nach Finanzierungsmöglichkeiten gesucht. Alternativ wurde auch eine Schließung der Warte in Erwägung gezogen.
Der Neubau der Gobelwarte wurde von der Region Strudengau erfolgreich als EU-Förderprogramm LEADER-Projekt eingereicht, was einen Kostenbeitrag von 150.000 Euro sicherte, das Land Oberösterreich zahlte 130.000 Euro, die Werbegemeinschaft Donau OÖ 10.000 Euro. Die neue Gobelwarte konnte 2018 errichtet werden und wurde im Oktober 2018 eröffnet.

## Beschreibung der Gobelwarte
Mit der Planung des 2018 erneuerten Bauwerks wurde Architekt Claus Pröglhöf von architecture and beyond ZT betraut, der versuchte, die Eleganz, Grazie und Dynamik einer tanzenden Frau in den Entwurf einfließen zu lassen. Es wurden mehr als 26 Tonnen Stahl verbaut. Die auf der Plattform spürbaren Schwingungen sind beabsichtigt und der Verdrehung der drei Stützen zueinander zu verdanken. Die neue Warte ist mit 20 Metern deutlich höher als die zuvor abgerissene Konstruktion.